# فلورنس فوستر جنكينز

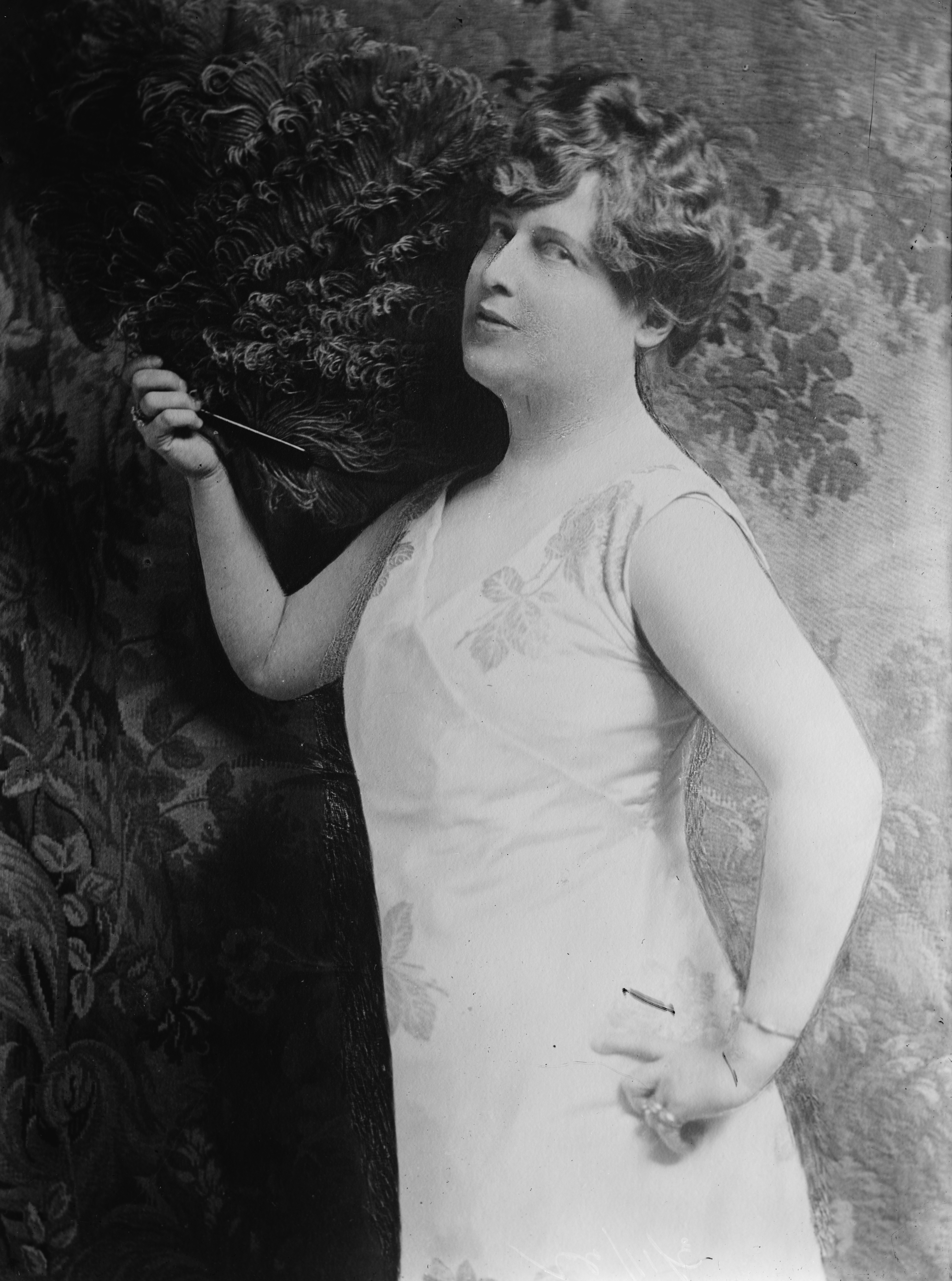
فلورنس فوستر جنكينز

فلورنس فوستر جنكينز (بالإنجليزية: Florence Foster Jenkins)‏، Florence Foster Jenkins مغنية أوبرا أمريكية (19 يوليو 1868 - 26 نوفمبر 1944)، عاشت آخر أيامها في نيويورك خلال حقبة الحرب العالمية الثانية وكان شغفها بالموسيقى أكبر بكثير من موهبتها الغنائية، كانت معروفة في المجتمع الأميركي ولكن سخرت منها الصحافة وشهد لها مجتمع الفقراء والجنود بقدرتها على الغناء.وتم صناعة فيلم بإسمها يشرح فيه طرق السخرية التي تعرضت لها والصعوبات التي واجهتها في حياتها
وبالرغم من النقد الذي تلقته فلورنس حول مواهبها وقدرات صوتها، ومع ذلك أصبحت فلورنس شخصية موسيقية بارزة في مدينة نيويورك خلال 1920 - 1940. وقد تحمس لها كتاب وشعراء وفنانون مثل المؤلف الموسيقي كول بورتر، والموسيقار ومغني الأوبرا الإيطالي الشهير إنريكو كاروسو، وغيرهم من المشاهير المشجعين المخلصين. كذلك كتب عنها الشاعر ويليام ميريديث: «لم تكن أبدا بالضبط تجربة جمالية، أو أنها فقط قدمت تجربتها الجمالية إلى المسيحيين الأسود، بل كانت رئيسة التضحية، فقدمت نفسها لتؤكل، حتى النهاية»

## حياتها
ولدت فلورنس فوستر في ويلكس بار، بنسلفانيا، وهي ابنة تشارلز دورانس فوستر (1836-1909)، كان والدها محاميا وسليل عائلة ثرية من ملاك الأراضي في بنسلفانيا. والدتها هي ماري جين هوغلاند (1851-1930). توفي لها أخ أصغر سنا يدعى ليليان، عن عمر يناهز الـ 8 في عام 1883.
عندما كانت فوستر في السابعة من عمرها. كان شغفها الأول أن تكون عازفة بيانو، فعززت هذه الرغبة بعزفها في البيت الأبيض في عهد إدارة الرئيس رذرفورد هايز. وبعد تخرجها من المدرسة الثانوية، أعربت عن رغبتها في دراسة الموسيقى في أوروبا. لكن والدها رفض الفكرة قلبا وقالبا فلم يمنحها إذنه ورفض أن يمول مشروعها، فهربت مع الدكتور فرانك ثورنتون جنكينز (1852-1917) إلى فيلادلفيا، حيث تزوجا في العام 1885. وفي العام التالي، تبين أنها قد تلقت عدوى مرض الزهري من زوجها، فانهت علاقتها به، وقيل أنها حصلت على الطلاق الرسمي في 24 مارس 1902، على الرغم من عدم توثيق دعوى الطلاق رسميا، لكنها احتفظت بلقب عائلة زوجها جنكينز لما تبقى من حياتها.
بعد تبخر الطموحات المهنية لتصبح عازفة بيانو، قامت فلورنس بتقديم دروس العزف على البيانو في فيلادلفيا لإعالة نفسها. وفي العام 1900، انتقلت مع والدتها إلى مدينة نيويورك. وفي عام 1909، التقت جنكينز بالممثل الشكسبيري البريطاني سانت كلير بايفيلد ، وعاشت معه علاقة غامضة للمجتمع استمرت بقية حياتها. وبعد وفاة والدها في وقت لاحق من ذلك العام، أصبحت فلورنس المستفيدة الأكبر من التركة فعقدت العزم على استئناف حياتها المهنية الموسيقية كمغنية، وأن يكون بايفيلد مديرا لأعمالها. فبدأت بتلقي دروس في الصوت في مدينة نيويورك، والانضمام إلى عشرات النوادي الاجتماعية هناك. بل وأصبحت الرئيس الفعلي أو الشرفي لكثير من هذه المؤسسات الموسيقية، وتظهر في الإنتاج الضخم لـ لوحات العروض التي تُقدم لأوساط النخبة الاجتماعية في تلك الحقبة. وكانت لها الصورة الرئيسية في اللوحة النهائية.. ترتدي أزياء متقنة التصميم عبارة عن زي كامل مع الأجنحة الملائكية، وكان تصميم اللوحة مستوحاة من هوارد تشاندلر من ملاك الإلهام.
في عام 1917، أصبحت فلورنس هي المؤسس و"الرئيس" لنوادي وتنظيمات موسيقية خاصة بها، مثل نادي فيردي، الذي تم تخصيصه لتعزيز حب ورعاية الأوبرا الكبرى باللغة الإنجليزية" وكان النادي يضم في عضويته أكثر من 400 عضوا، وشمل إنريكو كاروسو في قائمة أعضاء الشرف. وكذلك وعندما توفيت والدة فلورنس في عام 1930، تضاعفت موارد المالية الإضافية لتوسيع رغبتها في مهنة الغناء.
وفي العام 1944، وكانت فلورنس فوستر تبلغ من العمر الـ 76 عاما ، وكانت تقاوم صراعين، استمرا قرابة نصف عقد من الزمن، مرض الزهري الذي فتك بها من جهة، والرغبة الملحة لتقديم أفضل ما لديها على المسرح من جهة أخرى، فحجزت قاعة كارنيجي للأداء في 25 تشرين الأول 1944 لتقديم حفل يبلغ عدد حضوره 3000 شخص، ولأن تذاكر ذلك الحفل لم تكن تحت سيطرة زوجها ومدير أعمالها بايفيلد فلم يعد من الممكن حجب المستهزئين، والنقاد، فامتلأت الصحف في صباح اليوم التالي بتعليقات ساخرة لاذعة حطمت فلورنس نفسيا وجسديا، وبعد خمسة أيام من الحفل، هاجمت أزمة قلبية فلورنس وتوفيت في 26 نوفمبر 1944، في فندق سيمور في مانهاتن ودفنت بجوار والدها في مقبرة الأسرة في ولاية بنسلفانيا.

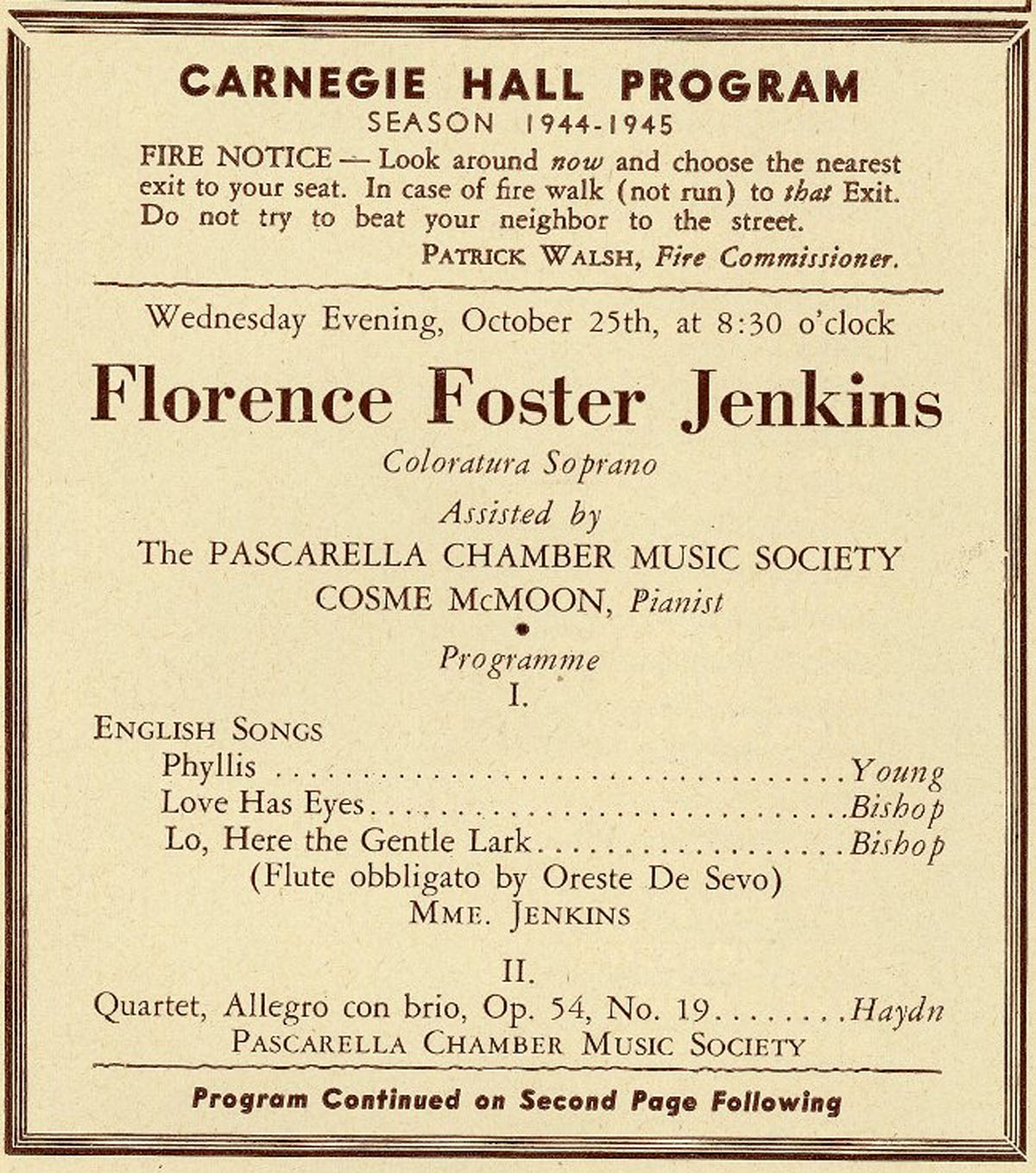
بوستر فلورنس فوستر جنكينز - حفل كارنيغي

## إنتاجات سيرتها الذاتية[6]
- بتاريخ 12 أغسطس 2016 تم إنتاج وتوزيع وعرض فيلم سينمائي مدته 110 دقيقة مصنف كفيلم كوميدي حول الفترة المتأخرة من حياة (فلورنس فوستر جنكينز) من تأليف: نيكولاس مارتن ومن إخراج: ستيفن فريرز ولعبت فيه الممثلة ميريل ستريب دور فلورنس والممثل البريطاني هيو جرانت دور زوجها سانت كلير بايفيلد وشارك في بطولته كل من: سيمون هيلبرج، ريبيكا فيرجسون، جون كافانا ونينا أرياندا.

## روابط خارجية
- فلورنس فوستر جنكينز على موقع IMDb (الإنجليزية)
- فلورنس فوستر جنكينز على موقع الموسوعة البريطانية (الإنجليزية)
- فلورنس فوستر جنكينز على موقع ميوزك برينز (الإنجليزية)
- فلورنس فوستر جنكينز على موقع قاعدة بيانات برودواي على الإنترنت (الإنجليزية)
- فلورنس فوستر جنكينز على موقع أول ميوزيك (الإنجليزية)
- فلورنس فوستر جنكينز على موقع ديسكوغز (الإنجليزية)